# Metasesostris armatus
Genre
Espèce
Metasesostris armatus, unique représentant du genre Metasesostris, est une espèce d'opilions laniatores de la famille des Assamiidae.

## Distribution
Cette espèce est endémique de Tanzanie. Elle se rencontre vers Uha.

## Description
Le mâle holotype mesure 4,5 mm.

## Publication originale
- Roewer, 1915 : « 106 neue Opilioniden. » Archiv für Naturgeschichte, vol. 81, no 3, p. 1–152 (texte intégral).